# Groeistam
Groeistam komt het dichtste bij als de betiteling van een titelloos staalplastiek van Michiel Schierbeek in Amsterdam Oud-West. Het ongeveer 80.000,-- gulden kostende beeld staat nabij de ingang van het Westerpark en staat even ten noorden van de Mirakelbrug.
Hij ontwierp het beeld in het kader van een grootscheepse renovatie van genoemd park en onder leiding van het beeldenplan gemaakt door Aart Wevers voor de Gemeente Amsterdam. Doordat het slecht onderhouden was, werd er veel vandalisme gepleegd en dat zag de stadsdeelraad niet meer zitten. Ook de Spaarndammerbuurt (aan de overkant van de spoorlijn Amsterdam-Haarlem) werd aangepakt. Van de vijf te leveren beelden mocht Schierbeek het beeld leveren voor de ingang van het park. Daarbij maakte de kunstenaar een totaalontwerp, waarbij het hek van het Westerpark rood werd geschilderd (inmiddels is daar de rode kleur verdwenen, bleek te duur in het onderhoud). Schierbeek maakte voor het beeld eerst een houten schaalmodel. Zijn interesse ging destijds uit naar natuurlijke vormen. Hij koos voor krommingen om groei weer te geven, daarnaast zijn kristalvormen te zien. De kleurvorming heeft Schierbeek van Piet Mondriaan en Gerrit Rietveld, conform De Stijl. 
Het beeld is dertien meter hoog en vereiste een fundering met heipalen tot een diepte van zeventien meter. Daarop kwam een betonnen plaat waarop de dertien meter lange sliert/opeenstapeling werd neergezet. Die is zo gemaakt dat er tot 2,20 meter geen houvast is voor beklimming. De kunstenaar wilde het beeld in een zichtas naar de Haarlemmerstraat hebben. Dat is gelukt, al bleek de ideale plek niet beschikbaar vanwege een hoofdgaslijn.
Het beeld kreeg 75 houten mini-exemplaren van vijf centimeter hoog, die Stadsherstel aan relaties kon aanbieden. 